# Ottocaro II di Boemia
Ottocaro II di Boemia (Městec Králové, 1230/33 – Dürnkrut, 26 agosto 1278), appartenente alla famiglia dei Přemyslidi, re di Boemia dal 1253 al 1278, duca d'Austria dal 1251 al 1278, duca di Stiria dal 1247 al 1276 e duca di Carinzia e margravio di Carniola dal 1269 al 1276.
Figlio di Venceslao I di Boemia, era imparentato tramite la madre, Cunegonda di Svevia, alla casa degli Hohenstaufen, era quindi nipote di Filippo di Svevia e pronipote di Federico Barbarossa, per un periodo di tempo la più importante figura del Sacro Romano Impero.

## Il giovane re
Ottocaro nacque all'incirca nel 1233 a Městec Králové da Venceslao I di Boemia, esponente della dinastia dei Přemyslidi, e da Cunegonda di Svevia, della famiglia degli Hohenstaufen. Egli non era il primogenito e venne quindi destinato alla carriera ecclesiastica; tuttavia nel 1247, alla morte del fratello maggiore Vladislao di Boemia, Ottocaro divenne l'erede al trono. La tradizione popolare vuole che egli fosse rimasto particolarmente sconvolto dalla morte del fratello poiché non voleva farsi coinvolgere nelle faccende politiche. L'anno seguente Ottocaro venne coinvolto in una ribellione dei nobili contro suo padre, che tuttavia sconfisse i rivoltosi ed imprigionò il figlio. Quali che fossero le loro divergenze, vennero riappianate quando Venceslao chiese al figlio aiuto per conquistare il vicino Ducato d'Austria che era rimasto vacante fin dalla morte di Federico II di Babenberg, avvenuta nel 1246. Venceslao invase l'Austria già nel 1250 e l'anno dopo rilasciò il figlio, che venne nominato Margravio di Moravia e venne installato sul trono del ducato austriaco nello stesso anno con l'approvazione dei nobili locali. Per legittimare la sua posizione Ottocaro sposò Margherita di Babenberg, di trent'anni più anziana di lui, nipote del defunto Federico e vedova di Enrico VII di Hohenstaufen che, ironicamente, era stato fidanzato con Agnese di Boemia, zia paterna di Ottocaro, prima di convolare a nozze con Margherita. Il matrimonio di Ottocaro e Margherita ebbe luogo l'11 febbraio 1252.  Il 23 settembre 1253 Venceslao morì e Ottocaro divenne Re di Boemia; dopo la morte di Corrado IV di Svevia, nel 1254 egli sperò di poter ereditare la corona imperiale. Vi rinunciò due anni dopo appoggiando le aspirazioni imperiali di Alfonso X el Sabio re di Castiglia e Leon che contendeva la corona a Riccardo di Cornovaglia.
Nel 1255 i Cavalieri dell'Ordine Teutonico fondarono la città di Königsberg (ossia "Monte del Re", Regiomontium in latino) nella Prussia (appena conquistata ed evangelizzata) in suo onore per l'aiuto da lui inviato.

## La costruzione del regno

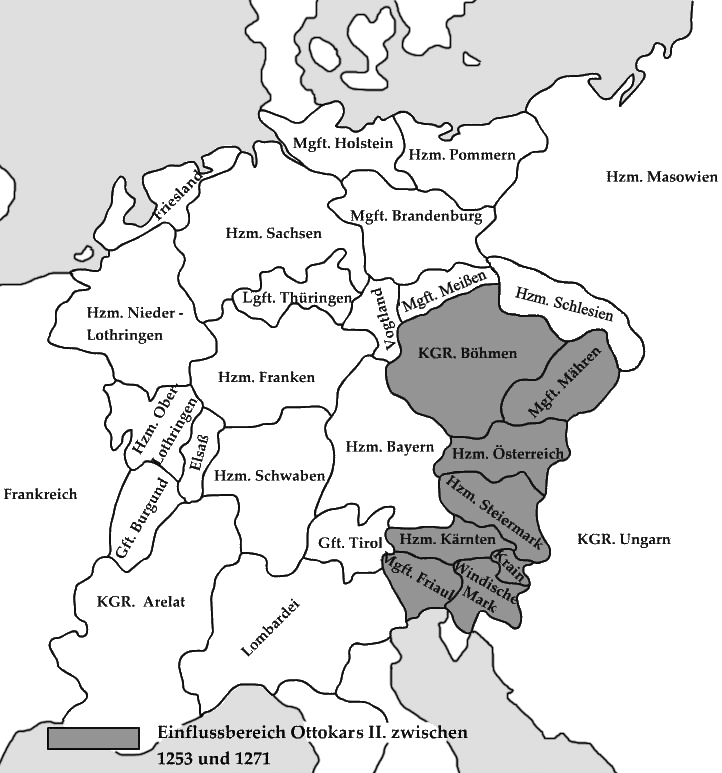
Possedimenti di Ottocaro II

Sentendosi minacciato dal crescente potere di Ottocaro, suo cugino, Béla IV d'Ungheria, decise di sfidarlo dopo essersi alleato con i duchi di Baviera Enrico XIII di Baviera e Ludovico II del Palatinato, avanzando inoltre la richiesta di poter avere il Ducato di Stiria, parte dell'Austria fin dal 1192. I vescovi bavaresi si allearono con Ottocaro e la questione fra i due cugini venne chiarita con l'aiuto di papa Alessandro IV, che convinse Ottocaro a cedere parte della Stiria in cambio del riconoscimento, da parte di Béla, del suo diritto a governare l'Austria. Pochi anni dopo il conflitto fra Boemia e Ungheria riesplose e Ottocaro sconfisse il cugino alla Battaglia di Kressenbrunn, ponendo fine alle lotte per la Stiria, che tornò nelle mani di Ottocaro. A Béla non rimase che rinunciare alle pretese sulla Stiria, tanto più che l'acquisizione del ducato di Stiria da parte di Ottocaro era stata riconosciuta da Riccardo di Cornovaglia che, come Re dei Romani, era nominalmente responsabile di tutto quel che concerneva le terre imperiali. Anche questo nuovo status venne sancito con un matrimonio: Ottocaro divorziò da Margherita, dalla quale non aveva avuto figli, e nel 1261 sposò Cunegonda di Kiev (1245-1285), figlia di Rostislav Michajlovič, dalla quale ebbe quattro figli. Qualche anno prima invece, nel 1255, Ottocaro aveva dato vita alla cosiddetta Crociata prussiana, che si era scagliata contro i “Prussiani”, appoggiando i Cavalieri Teutonici che nello stesso periodo fondarono la città di Königsberg, testa di ponte cristiana in terra pagana. Nel 1269 Ottocaro ereditò vari altri domini, fra cui la Carinzia e la Carniola, mentre nel 1272 conquistò la marca del Friuli e la marca d'Istria. Ancora una volta, l'espansione dei domini di Ottocaro mise in allarme gli ungheresi, che protestarono, e nuovamente i due eserciti si scontrarono: Ottocaro ne uscì ancora vittorioso e divenne il sovrano più potente in seno all'Impero.

## L'ultima battaglia
Nel 1273 gli elettori, assecondando la volontà di papa Gregorio X, scelsero come re dei Romani il duca d'Austria Rodolfo I d'Asburgo, che riunì la Dieta di Ratisbona nel 1274, spogliando Ottocaro dei suoi diritti su Austria, Carinzia e Stiria. Nel 1276 Rodolfo mise al bando Ottocaro e pose Vienna sotto assedio; questo costrinse Ottocaro a firmare un nuovo trattato dove rimetteva a Rodolfo tutte le terre austriache e i domini vicini, mantenendo per sé soltanto la Boemia e la Moravia. Anche questo trattato venne siglato da un matrimonio: Venceslao, figlio minore di Ottocaro, venne fatto fidanzare con Guta d'Asburgo, una delle figlie di Rodolfo, che sposerà nel 1285. Due anni dopo Ottocaro provò a riprendersi i propri domini, mise insieme un esercito, ma venne sconfitto e ucciso dalle armate di Rodolfo e da quelle ungheresi alla battaglia di Marchfeld il 26 agosto 1278.

## Ottocaro in letteratura
Dante Alighieri, nella Divina Commedia, lo cita nella cantica del Purgatorio, facendo dire a Sordello da Goito:
(Dante Alighieri, Divina Commedia, VII canto del Purgatorio, 96 - 102)

## Matrimoni e discendenza
L'11 febbraio 1252 Ottocaro sposò Margherita di Babenberg, già regina dei Romani (ex nuora dell'imperatore Federico II) e duchessa d'Austria: data l'età della sposa, quasi cinquantenne, il matrimonio fu sterile ed ella venne ripudiata nel 1261. Nello stesso anno egli si risposò con Cunegonda di Slavonia (1245-1285), da cui ebbe:
- Enrico (1262-1263)
- Cunegonda di Boemia (1265-1321), andata sposa al duca Boleslao II di Masovia
- Agnese (1268-1296), andata sposa a Rodolfo II d'Asburgo
- Venceslao, che divenne re di Boemia e di Polonia

## Ascendenza
|                       |                     |                       | Genitori                 |  |  | Nonni |  |  | Bisnonni               |  |  | Trisnonni             |  |
|                       |                     |                       |                          |  |  |       |  |  | Vladislao II di Boemia |  |  | Vladislao I di Boemia |  |
|                       |                     |                       |                          |  |  |       |  |  | Vladislao II di Boemia |  |  | Vladislao I di Boemia |  |
|                       |                     | Richeza di Berg       |                          |  |  |       |  |  | Vladislao II di Boemia |  |  |                       |  |
| Ottocaro I di Boemia  |                     |                       |                          |  |  |       |  |  | Vladislao II di Boemia |  |  |                       |  |
|                       |                     | Giuditta di Turingia  | Ludovico I di Turingia   |  |  |       |  |  |                        |  |  |                       |  |
|                       |                     | Giuditta di Turingia  | Ludovico I di Turingia   |  |  |       |  |  |                        |  |  |                       |  |
|                       |                     | Giuditta di Turingia  | Edvige di Gudensberg     |  |  |       |  |  |                        |  |  |                       |  |
| Venceslao I di Boemia |                     | Giuditta di Turingia  |                          |  |  |       |  |  |                        |  |  |                       |  |
|                       |                     | Béla III d'Ungheria   | Géza II d'Ungheria       |  |  |       |  |  |                        |  |  |                       |  |
|                       |                     | Béla III d'Ungheria   | Géza II d'Ungheria       |  |  |       |  |  |                        |  |  |                       |  |
|                       |                     | Béla III d'Ungheria   | Efrosin'ja Mstislavna    |  |  |       |  |  |                        |  |  |                       |  |
| Costanza d'Ungheria   |                     | Béla III d'Ungheria   |                          |  |  |       |  |  |                        |  |  |                       |  |
|                       |                     | Agnese d'Antiochia    | Rinaldo di Châtillon     |  |  |       |  |  |                        |  |  |                       |  |
|                       |                     | Agnese d'Antiochia    | Rinaldo di Châtillon     |  |  |       |  |  |                        |  |  |                       |  |
|                       |                     | Agnese d'Antiochia    | Costanza d'Antiochia     |  |  |       |  |  |                        |  |  |                       |  |
| Ottocaro II di Boemia |                     | Agnese d'Antiochia    |                          |  |  |       |  |  |                        |  |  |                       |  |
|                       | Federico Barbarossa | Federico II di Svevia |                          |  |  |       |  |  |                        |  |  |                       |  |
|                       | Federico Barbarossa | Federico II di Svevia |                          |  |  |       |  |  |                        |  |  |                       |  |
|                       | Federico Barbarossa | Giuditta di Baviera   |                          |  |  |       |  |  |                        |  |  |                       |  |
| Filippo di Svevia     | Federico Barbarossa |                       |                          |  |  |       |  |  |                        |  |  |                       |  |
|                       |                     | Beatrice di Borgogna  | Rinaldo III di Borgogna  |  |  |       |  |  |                        |  |  |                       |  |
|                       |                     | Beatrice di Borgogna  | Rinaldo III di Borgogna  |  |  |       |  |  |                        |  |  |                       |  |
|                       |                     | Beatrice di Borgogna  | Agatha di Lorena         |  |  |       |  |  |                        |  |  |                       |  |
| Cunegonda di Svevia   |                     | Beatrice di Borgogna  |                          |  |  |       |  |  |                        |  |  |                       |  |
|                       |                     | Isacco II Angelo      | Andronico Ducas Angelo   |  |  |       |  |  |                        |  |  |                       |  |
|                       |                     | Isacco II Angelo      | Andronico Ducas Angelo   |  |  |       |  |  |                        |  |  |                       |  |
|                       |                     | Isacco II Angelo      | Eufrosina Castamonitissa |  |  |       |  |  |                        |  |  |                       |  |
| Irene Angela          |                     | Isacco II Angelo      |                          |  |  |       |  |  |                        |  |  |                       |  |
|                       |                     | Herina                | …                        |  |  |       |  |  |                        |  |  |                       |  |
|                       |                     | Herina                | …                        |  |  |       |  |  |                        |  |  |                       |  |
|                       |                     | Herina                | …                        |  |  |       |  |  |                        |  |  |                       |  |
|                       |                     | Herina                |                          |  |  |       |  |  |                        |  |  |                       |  |